# Challenge Cup Pan-Americano de Hóquei sobre a grama Feminino de 2015
O Challenge Cup Pan-Americano de Hóquei sobre a grama Feminino de 2015 foi a segunda edição deste torneio, sendo o mesmo administrado e patrocinado pela Federação Pan-Americana de Hóquei (PAHF). A sede foi o Peru, com as partidas sendo realizadas na cidade do Chiclayo em seu campo oficial, localizado no Colégio San José.
A seleção brasileira conquistou o título deste campeonato, sendo o primeiro na história deste desporto para o país.

## Regulamento e participantes
Este campeonato possuiu duas fases distintas. Na primeira, os participantes se enfrentaram no sistema de pontos corridos, onde cada equipe disputou quatro partidas. A etapa final reservou as disputas pelo terceiro lugar (com uma partida classificatória) e a decisão do título.
Além das anfitriãs do Peru, estiveram presentes ao torneio as seleções de Barbados, Brasil, Panamá e Porto Rico. Este Challenge Cup outorgou, às duas primeiras colocadas, vagas diretas para a Copa Pan-Americana de 2017, disputada na cidade de Lancaster, nos Estados Unidos.

## Jogos
Seguem-se, abaixo, as partidas realizadas nesta competição.

### Primeira fase
1ª rodada
| 3 de outubro |     |        |         |  |  |
| Brasil       | 7–0 | Panamá | Reporte |  |  |

| 3 de outubro |     |      |         |  |  |
| Porto Rico   | 0–3 | Peru | Reporte |  |  |

2ª rodada
| 4 de outubro |      |        |         |  |  |
| Barbados     | 10–0 | Panamá | Reporte |  |  |

| 4 de outubro |     |      |         |  |  |
| Brasil       | 1–1 | Peru | Reporte |  |  |

3ª rodada
| 5 de outubro |     |          |         |  |  |
| Porto Rico   | 0–5 | Barbados | Reporte |  |  |

| 6 de outubro |     |        |         |  |  |
| Peru         | 7–0 | Panamá | Reporte |  |  |

4ª rodada
| 7 de outubro |     |          |         |  |  |
| Brasil       | 1–1 | Barbados | Reporte |  |  |

| 7 de outubro |     |            |         |  |  |
| Panamá       | 0–4 | Porto Rico | Reporte |  |  |

5ª rodada
| 8 de outubro |     |        |         |  |  |
| Porto Rico   | 0–6 | Brasil | Reporte |  |  |

| 8 de outubro |     |      |         |  |  |
| Barbados     | 2–2 | Peru | Reporte |  |  |

#### Classificação final - Primeira fase
| Equipe     | Pts | J | V | E | D | GF | GC | Saldo |
| ---------- | --- | - | - | - | - | -- | -- | ----- |
| Barbados   | 8   | 4 | 2 | 2 | 0 | 18 | 3  | +15   |
| Brasil     | 8   | 4 | 2 | 2 | 0 | 15 | 2  | +13   |
| Peru       | 8   | 4 | 2 | 2 | 0 | 13 | 3  | +10   |
| Porto Rico | 3   | 4 | 1 | 0 | 3 | 4  | 14 | -10   |
| Panamá     | 0   | 4 | 0 | 0 | 4 | 0  | 28 | -28   |

- Convenções: Pts = pontos, J = jogos, V = vitórias, E = empates, D = derrotas, GF = gols feitos, GC = gols contra, Saldo = diferença de gols.

- Critérios de pontuação: vitória = 3, empate = 1, derrota = 0.
- Com os resultados, Barbados e Brasil asseguraram presença na Copa Pan-Americana de 2017.

### Fase final

#### Crossover 3º lugar
Classificatório
| 10 de outubro |     |            |         |  |  |
| Panamá        | 0–4 | Porto Rico | Reporte |  |  |

Decisão 3º lugar
| 11 de outubro |     |            |         |  |  |
| Peru          | 2–1 | Porto Rico | Reporte |  |  |

#### Decisão do título
| 11 de outubro |     |        |         |  |  |
| Barbados      | 1–3 | Brasil | Reporte |  |  |

## Campeã
| Challenge Cup Pan-Americano de 2015 Hóquei sobre a grama feminino |
| ----------------------------------------------------------------- |
| Brasil (1º título)                                                |